# 拉波索尼耶尔
拉波索尼耶尔（法語：La Possonnière，法語發音：[la pɔsɔnjɛʁ] ⓘ）是法国曼恩-卢瓦尔省的一个市镇，位于该省中西部，属于昂热区。

## 地理
拉波索尼耶尔（47°22'31"N, 0°41'11"W）面积18.36 平方千米，位于法国卢瓦尔河地区大区曼恩-卢瓦尔省，该省份为法国西部内陆省份，大致对应安茹地区，北起顺时针与马耶讷省、萨尔特省、安德尔-卢瓦尔省、维埃纳省、德塞夫勒省、旺代省、大西洋卢瓦尔省和伊勒-维莱讷省接壤。
与拉波索尼耶尔接壤的市镇（或旧市镇、城区）包括：贝于阿尔、卢瓦尔河畔沙洛讷、卢瓦尔河畔罗什福尔、卢瓦尔河畔圣乔治、萨沃尼耶尔。

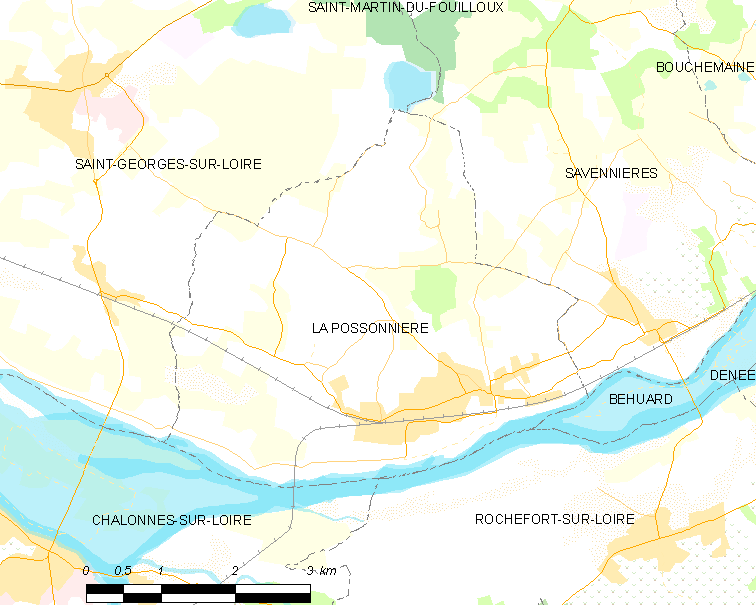
拉波索尼耶尔的OSM定位图

拉波索尼耶尔的时区为UTC+01:00、UTC+02:00（夏令时）。

## 行政
拉波索尼耶尔的邮政编码为49170，INSEE市镇编码为49247。

## 政治
拉波索尼耶尔所属的省级选区为卢瓦尔河畔沙洛讷县。

## 人口

1962-2008年间拉波索尼耶尔人口变化图示

拉波索尼耶尔于2022年1月1日时的人口数量为2478人。